# Ceratognathus rufipennis
Ceratognathus rufipennis es una especie de coleóptero de la familia Lucanidae.

## Distribución geográfica
Habita en el Sur y el oeste de Australia.